# Astridia hallii
Astridia hallii är en isörtsväxtart som beskrevs av L. Bol. Astridia hallii ingår i släktet Astridia och familjen isörtsväxter. Inga underarter finns listade i Catalogue of Life.